# U-325
U-325 — средняя немецкая подводная лодка типа VIIC/41 времён Второй мировой войны.

## История
Заказ на постройку субмарины был отдан 16 июля 1942 года. Лодка была заложена 13 апреля 1943 года на верфи «Флендер-Верке», Любек, под строительным номером 325, спущена на воду 25 марта 1944 года. Лодка вошла в строй 6 мая 1944 года под командованием оберлейтенанта Эрвина Дорна.

### Флотилии
- 6 мая 1944 года — 30 ноября 1944 года — 4-я флотилия (учебная)
- 1 декабря 1944 года — 20 апреля 1945 года — 11-я флотилия

### История службы
Лодка совершила 3 боевых похода, успехов не достигла.
Потоплена 7 апреля 1945 года на британском минном поле «HW A1» в районе с координатами 50°31′04″ с. ш. 5°22′08″ з. д. близ побережья полуострова Корнуэлл. 52 погибших (весь экипаж).
Остов лодки был одним из трёх остовов, найденных дайверами-любителями в 1999—2001 годах. Гибель лодки описывается в статье историка Axel Niestlé «The loss of U 325, U 400 and U 1021», вышедшей 4 июля 2007 года.